# Millicent Hearst
Millicent Veronica Hearst (de soltera Willson; 16 de julio de 1882 – 5 de diciembre de 1974), fue la esposa del magnate de los medios de comunicación William Randolph Hearst. Willson era una artista de vodevil en la ciudad de Nueva York a quien Hearst admiraba, y se casaron en 1903. La pareja tuvo cinco hijos, pero comenzaron a distanciarse a mediados de la década de 1920, cuando Millicent se cansó de la larga aventura amorosa de su esposo con la actriz Marion Davies.

## Vida y carrera
Millicent era hija del actor de vodevil George Willson y Hannah Murray Willson. Siguiendo los pasos de su padre, Millicent y su hermana mayor Anita actuaron en el Herald Square Theater de Broadway en 1897 como "chicas en bicicleta" en la obra de Edward Rice The Girl from Paris. Millicent, de catorce años, llamó la atención de W. R. Hearst, de treinta y cuatro, y sus primeras citas fueron supervisadas por su hermana Anita. Tras seis años de noviazgo, el editor y aspirante a político Hearst se casó con Millicent Willson, de veinte años, el 28 de abril de 1903.

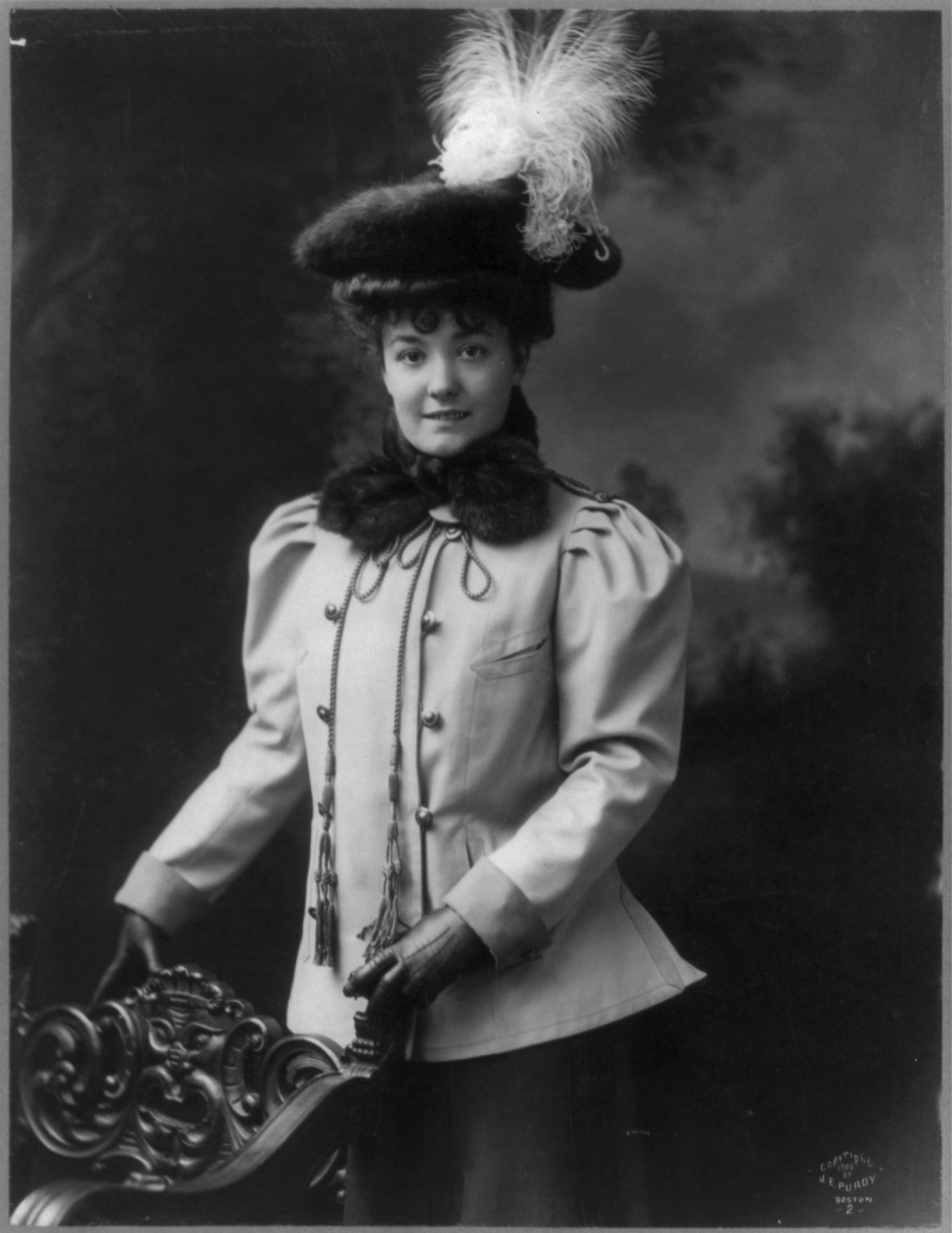
Hearst, fotografiada por James E. Purdy hacia 1905

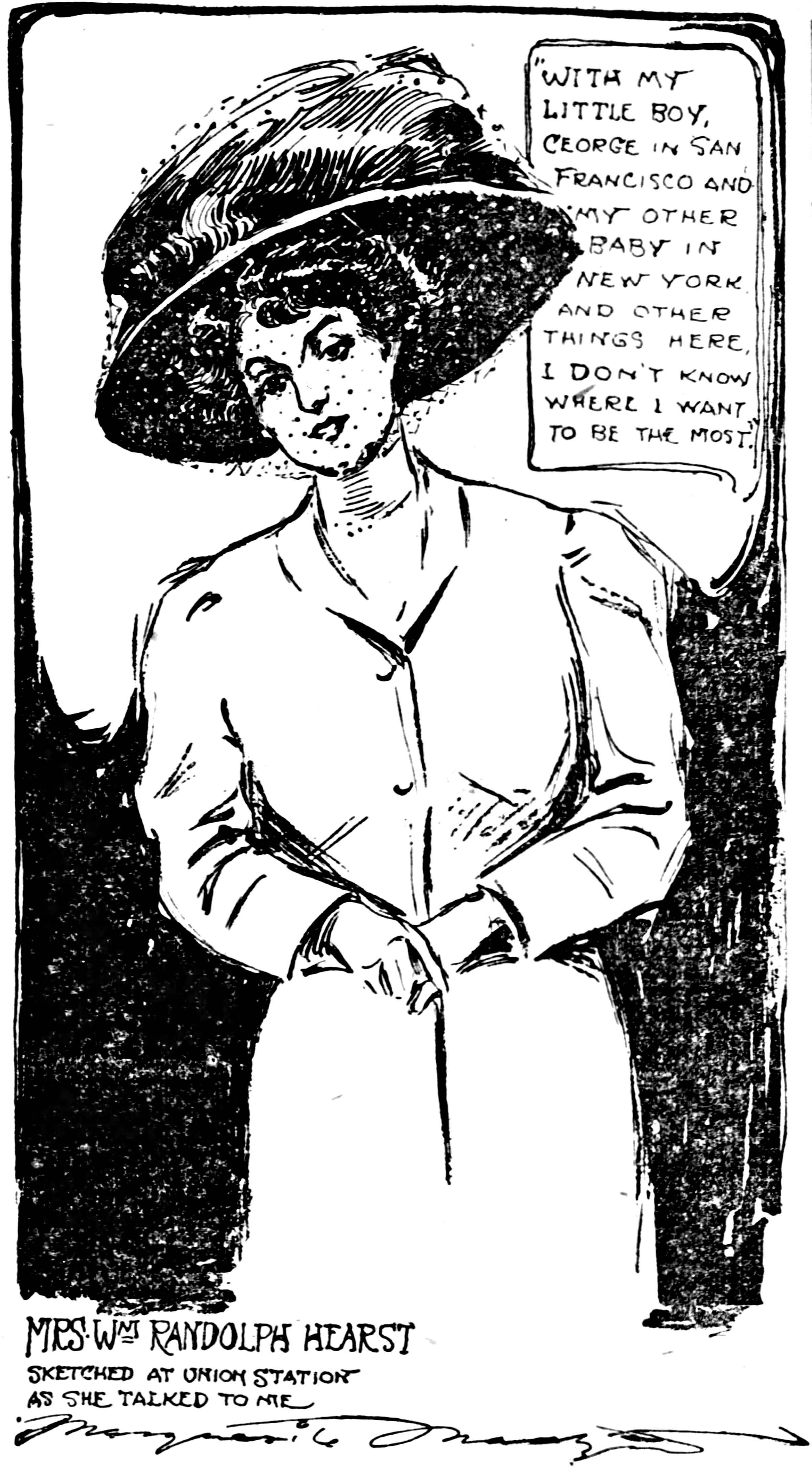
Hearst, caricaturizada por Marguerite Martyn en 1908

Millicent Hearst dio a luz a cinco hijos: George Randolph Hearst, nacido el 23 de abril de 1904; William Randolph Hearst Jr., nacido el 27 de enero de 1908; John Randolph Hearst, nacido el 26 de septiembre de 1909; y los gemelos Randolph Apperson Hearst y David Whitmire (né Elbert Willson) Hearst, nacidos el 2 de diciembre de 1915. La madre de W. R., Phoebe Apperson Hearst, que al principio se sintió consternada por los humildes orígenes de Millicent, se encariñó con su nuera tras el nacimiento de sus nietos.
Millicent fue miembro de la New York State Commission para la Panama-Pacific International Exposition celebrada en San Francisco en 1915 y actuó como anfitriona oficial principal en el Pabellón de Nueva York durante la exposición.
El alcalde de la ciudad de Nueva York, John Hylan, la nombró presidenta del Mayor’s Committee of Women para la Defensa Nacional durante la Primera Guerra Mundial. El comité patrocinaba actividades de entretenimiento para los militares, gestionaba una cantina, fomentaba el alistamiento, patrocinaba mítines patrióticos y proporcionaba productos básicos como carbón, leche y hielo a los necesitados. Hearst también formó parte de comités de guerra para recaudar fondos para la reconstrucción de Francia y el socorro a los huérfanos franceses.
En 1921, fundó el Free Milk Fund for Babies, que proporcionó leche gratuita a los pobres de la ciudad de Nueva York durante décadas. También organizó eventos benéficos para recaudar fondos para diversas causas, entre ellas los niños discapacitados, las chicas desempleadas, la New York Women’s Trade League, el Comité Nacional Demócrata, el fondo navideño del Evening Journal - New York Journal y el Village Welfare de Port Washington, Nueva York. Eleanor Roosevelt se unió a Millicent Hearst en muchos de estos eventos benéficos durante la Gran Depresión.
Los Hearst estuvieron casados hasta la muerte de W. R. Hearst en 1951. Nunca se divorciaron, en parte debido al catolicismo de ella, pero se distanciaron a partir de 1926, cuando se hizo pública la relación de él con Marion Davies. Millicent Hearst solicitó el divorcio de W. R. Hearst en 1937, pero el divorcio no se llevó a cabo porque ella insistió en incluir la revista Cosmopolitan como parte de la liquidación de bienes, a lo que W. R. Hearst no accedió.
Millicent Hearst estableció una vida y una residencia separadas en la ciudad de Nueva York como miembro de la alta sociedad y filántropa, y rara vez visitaba a su marido en su finca de San Simeón, California, conocida como Castillo Hearst. Se mantuvo cercana a sus cinco hijos durante toda su vida.
Millicent Willson Hearst murió el 5 de diciembre de 1974, más de dos décadas después de la muerte de su esposo, y fue enterrada en el cementerio de Woodlawn, en el Bronx.